# Оселук
Оселук (д/н—після 1193) — половецький хан з наддніпровських половців племені бурдж-оґли (бурчевичів). Слід відрізняти від Оселука (Осолука), хана лукоморських половців поч. XII ст.

## Життєпис
Про його батьків відсутні відомості. Більш відомий походами проти Переяславського та Київського князівств. У 1183 році разом з Кобяком та іншими 10 ханами брав участь у набігу на Русь, проте у битві при Орілі половці зазнали поразки від з'єднаних південноруських князів (сучасна Україна), а Оселук потрапив у полон.
Ймовірно звільнився за викуп або дав слово не атакувати руські князівства. Втім у 1193 році небажанням переходити Дніпро біля Канева зірвав укладання нової угоди з Святославом Всеволодовичем, великим князем Київським. Про подальшу долю відсутні відомості.

## Родина
- Камоса
- Тюрнак